# Ljubljanski godalni kvartet
Ljubljanski godalni kvartet je bil slovenski godalni kvartet v sestavi Monika Skalar (1. violina), Karel Žužek (2. violina), Franc Avsenek (viola) in Stanislav Demšar (violončelo). Najbolj intenzivno je deloval med letoma 1985 in 2004, nastopal je doma in na koncertnih turnejah v tujini in izvajal stilno zelo širok repertoar. Za svoje delovanje je kvartet leta 1997 prejel Bettetovo nagrado.